# ويزلي دنيس
ويزلي دنيس (بالإنجليزية: Wesley Dennis)‏ هو مغن مؤلف أمريكي، ولد في 22 أبريل 1963.